# Coppa araba FIFA 2025
La Coppa Araba FIFA 2025 (in arabo: كأس العرب 2025) sarà l'undicesima edizione della Coppa Araba, il torneo calcistico riservato alle squadre nazionali del mondo arabo. Sarà la seconda edizione organizzata sotto la giurisdizione  della FIFA, mentre le edizioni precedenti erano state gestite solamente dall'Union of Arab Football Associations (UAFA). Il torneo si svolgerà in Qatar dall'1 al 18 dicembre 2025. Si tratta della terza volta che il Qatar ospita la competizione, dopo le edizioni del 1998 e del 2021. L'Algeria è la detentrice del titolo.

## Formula
Delle 23 squadre partecipanti, la nazionale del paese ospitante, il Qatar, la nazionale campione in carica, l'Algeria e le altre sette squadre nazionali meglio classificate secondo il ranking FIFA di aprile 2025 si sono qualificate automaticamente alla fase a gironi. Le restanti 14 squadre disputeranno sette spareggi di qualificazione a gara unica, e le sette vincitrici avanzeranno alla fase a gironi. In questa fase, le squadre saranno suddivise in quattro gruppi da quattro squadre ciascuno e si affronteranno con la formula del girone all’italiana; le prime due classificate di ogni gruppo accederanno alla fase a eliminazione diretta, composta da quarti di finale, semifinali, finale per il terzo posto e finale.
Le 14 squadre impegnate nei turni di qualificazione sono state abbinate in base al ranking FIFA di aprile 2025 e includono le sette squadre con il ranking più basso appartenenti sia all’AFC (Confederazione asiatica) sia alla CAF (Confederazione africana). La squadra AFC con il ranking più alto affronterà la squadra CAF con il ranking più basso, la seconda squadra AFC affronterà la seconda squadra CAF dal basso, e così via, creando sette sfide inter-confederali. Le vincitrici delle partite di qualificazione 1, 2 e 3 occuperanno le posizioni 2, 3 e 4 della terza fascia (Pot 3) per il sorteggio finale del torneo, mentre le vincitrici delle restanti quattro partite saranno collocate nella quarta fascia (Pot 4) in ordine.

## Nazioni partecipanti
NOTA: Il numero tra parentesi indica la posizione nel ranking FIFA al momento del sorteggio.
| Ammesse alla fase finale (1°-9° posizione) | Ammesse alla fase di qualificazione (10°-23° posizione) |
| --- | --- |
| 1. Qatar (55; AFC) (O) 2. Algeria (36; CAF) (CHE) 3. Marocco (12; CAF) 4. Egitto (32; CAF) 5. Tunisia (49; CAF) 6. Arabia Saudita (58; AFC) 7. Iraq (59; AFC) 8. Giordania (62; AFC) 9. Emirati Arabi Uniti (65; AFC) | 1. Oman (77; AFC) 2. Bahrein (84; AFC) 3. Siria (93; AFC) 4. Palestina (101; AFC) 5. Comore (105; CAF) 6. Mauritania (110; CAF) 7. Libano (112; AFC) 8. Sudan (114; CAF) 9. Libia (117; CAF) 10. Kuwait (134; AFC) 11. Yemen (158; AFC) 12. Sudan del Sud (170; CAF) 13. Gibuti (192; CAF) 14. Somalia (201; CAF) |

## Stadi
Il 24 maggio 2025, il comitato organizzatore qatariota ha annunciato i sei stadi che ospiteranno il torneo, tutti già utilizzati durante la Coppa del Mondo FIFA 2022. È stato inoltre comunicato che, come accaduto per la suddetta competizione, lo Stadio Al Bayt ospiterà la partita inaugurale, mentre la finale si disputerà al Lusail Stadium.
| Lusail                        | Al Khor              | Doha                   | Lusail Al Khor Al Rayyan DohaCoppa araba FIFA 2025 (Qatar) |
| ----------------------------- | -------------------- | ---------------------- | ---------------------------------------------------------- |
| Lusail Stadium                | Stadio Al Bayt       | Stadio 974             | Lusail Al Khor Al Rayyan DohaCoppa araba FIFA 2025 (Qatar) |
| Capacity: 88,966              | Capacity: 68,895     | Capacity: 44,089       | Lusail Al Khor Al Rayyan DohaCoppa araba FIFA 2025 (Qatar) |
|                               |                      |                        | Lusail Al Khor Al Rayyan DohaCoppa araba FIFA 2025 (Qatar) |
| Al Rayyan                     |                      |                        |                                                            |
| Khalifa International Stadium | Stadio Ahmed bin Ali | Education City Stadium |                                                            |
| Capacity: 45,857              | Capacity: 45,032     | Capacity: 44,667       |                                                            |
|                               |                      |                        |                                                            |

## Sorteggio
Il sorteggio della fase a gironi si è svolto il 25 maggio 2025 alle ore 20:00 AST presso il Raffles Hotel di Doha, in Qatar. La cerimonia è stata condotta da Jaime Yarza, direttore dei tornei FIFA, insieme a quattro calciatori attuali e del passato: Hassan Al Haydos (Qatar), Rabah Madjer (Algeria), Yasser Al-Qahtani (Arabia Saudita) e Wael Gomaa (Egitto).
Le sedici squadre sono state distribuite in quattro gruppi da quattro squadre ciascuno. Il sorteggio è iniziato con la Fascia 1 (Pot 1) ed è proseguito fino alla Fascia 4 (Pot 4). Da ciascuna fascia veniva estratta una squadra, assegnata al primo gruppo disponibile nella posizione corrispondente alla fascia di provenienza (ad esempio, posizione 1 per le squadre della Fascia 1).
Il paese ospitante, il Qatar, e la nazionale campione della Coppa araba FIFA 2021, l’Algeria, sono stati automaticamente inseriti nella Fascia 1 e assegnati rispettivamente alle posizioni A1 e D1. Le restanti squadre qualificate automaticamente sono state distribuite nelle diverse fasce in base al ranking FIFA di aprile 2025. Gli Emirati Arabi Uniti, la squadra col ranking più basso tra quelle qualificate direttamente, sono stati inseriti nella Fascia 3 insieme alle vincitrici delle gare di qualificazione 1, 2 e 3, mentre la Fascia 4 è composta dalle vincitrici delle partite di qualificazione 4, 5, 6 e 7.
| Nazionale     | Rank |
| ------------- | ---- |
| Qatar (O)     | 55   |
| Algeria (CHE) | 36   |
| Marocco       | 12   |
| Egitto        | 32   |

| Nazionale      | Rank |
| -------------- | ---- |
| Tunisia        | 49   |
| Arabia Saudita | 58   |
| Iraq           | 59   |
| Giordania      | 62   |

| Nazionale           | Rank |
| ------------------- | ---- |
| Emirati Arabi Uniti | 65   |
| Vincente Qual. 1    | N.D. |
| Vincente Qual. 2    | N.D. |
| Vincente Qual. 3    | N.D. |

| Nazionale        | Rank |
| ---------------- | ---- |
| Vincente Qual. 4 | N.D. |
| Vincente Qual. 5 | N.D. |
| Vincente Qual. 6 | N.D. |
| Vincente Qual. 7 | N.D. |

## Fase finale

### Fase a gruppi

#### Gruppo A
| Pos. | Squadra               | Pt | G | V | N | P | GF | GS | DR |
| ---- | --------------------- | -- | - | - | - | - | -- | -- | -- |
| 1.   | Qatar                 | 0  | 0 | 0 | 0 | 0 | 0  | 0  | 0  |
| 2.   | Tunisia               | 0  | 0 | 0 | 0 | 0 | 0  | 0  | 0  |
| 3.   | Siria o Sudan del Sud | 0  | 0 | 0 | 0 | 0 | 0  | 0  | 0  |
| 4.   | Palestina o Libia     | 0  | 0 | 0 | 0 | 0 | 0  | 0  | 0  |

#### Gruppo B
| Pos. | Squadra        | Pt | G | V | N | P | GF | GS | DR |
| ---- | -------------- | -- | - | - | - | - | -- | -- | -- |
| 1.   | Marocco        | 0  | 0 | 0 | 0 | 0 | 0  | 0  | 0  |
| 2.   | Arabia Saudita | 0  | 0 | 0 | 0 | 0 | 0  | 0  | 0  |
| 3.   | Oman o Somalia | 0  | 0 | 0 | 0 | 0 | 0  | 0  | 0  |
| 4.   | Yemen o Comore | 0  | 0 | 0 | 0 | 0 | 0  | 0  | 0  |

#### Gruppo C
| Pos. | Squadra             | Pt | G | V | N | P | GF | GS | DR |
| ---- | ------------------- | -- | - | - | - | - | -- | -- | -- |
| 1.   | Egitto              | 0  | 0 | 0 | 0 | 0 | 0  | 0  | 0  |
| 2.   | Giordania           | 0  | 0 | 0 | 0 | 0 | 0  | 0  | 0  |
| 3.   | Emirati Arabi Uniti | 0  | 0 | 0 | 0 | 0 | 0  | 0  | 0  |
| 4.   | Kuwait o Mauritania | 0  | 0 | 0 | 0 | 0 | 0  | 0  | 0  |

#### Gruppo D
| Pos. | Squadra          | Pt | G | V | N | P | GF | GS | DR |
| ---- | ---------------- | -- | - | - | - | - | -- | -- | -- |
| 1.   | Algeria          | 0  | 0 | 0 | 0 | 0 | 0  | 0  | 0  |
| 2.   | Iraq             | 0  | 0 | 0 | 0 | 0 | 0  | 0  | 0  |
| 3.   | Bahrein o Gibuti | 0  | 0 | 0 | 0 | 0 | 0  | 0  | 0  |
| 4.   | Libano o Sudan   | 0  | 0 | 0 | 0 | 0 | 0  | 0  | 0  |

### Fase a eliminazione diretta

#### Tabellone
|  | Quarti di finale | Quarti di finale |             |             | Semifinali                | Semifinali                |  |  | Finale | Finale |
|  |                  |                  |             |             |                           |                           |  |  |        |        |
|  |                  |                  |             |             |                           |                           |  |  |        |        |
|  |                  |                  |             |             |                           |                           |  |  |        |        |
|  | da decidere      | -                |             |             |                           |                           |  |  |        |        |
|  | da decidere      | -                |             |             |                           |                           |  |  |        |        |
|  | da decidere      | -                |             |             |                           |                           |  |  |        |        |
|  | da decidere      | -                | da decidere | -           |                           |                           |  |  |        |        |
|  |                  |                  | da decidere | -           |                           |                           |  |  |        |        |
|  |                  | da decidere      | -           |             |                           |                           |  |  |        |        |
|  | da decidere      | da decidere      | -           | -           |                           |                           |  |  |        |        |
|  | da decidere      |                  |             | -           |                           |                           |  |  |        |        |
|  | da decidere      | -                |             |             |                           |                           |  |  |        |        |
|  | da decidere      | -                | da decidere | -           |                           |                           |  |  |        |        |
|  |                  |                  | da decidere | -           |                           |                           |  |  |        |        |
|  |                  | da decidere      | -           |             |                           |                           |  |  |        |        |
|  | da decidere      | da decidere      | -           | -           |                           |                           |  |  |        |        |
|  | da decidere      |                  |             | -           |                           |                           |  |  |        |        |
|  | da decidere      | -                |             |             |                           |                           |  |  |        |        |
|  | da decidere      | -                | da decidere | -           | Finale per il terzo posto | Finale per il terzo posto |  |  |        |        |
|  |                  |                  | da decidere | -           | Finale per il terzo posto | Finale per il terzo posto |  |  |        |        |
|  |                  | da decidere      | -           |             |                           |                           |  |  |        |        |
|  | da decidere      | da decidere      | -           | -           | da decidere               | -                         |  |  |        |        |
|  | da decidere      |                  |             | -           | da decidere               | -                         |  |  |        |        |
|  | da decidere      | -                |             | da decidere | -                         |                           |  |  |        |        |
|  | da decidere      | -                |             |             | -                         |                           |  |  |        |        |
|  |                  |                  |             |             |                           |                           |  |  |        |        |
|  |                  |                  |             |             |                           |                           |  |  |        |        |